# Henry Jessen
Christian Henry Jessen (12. maj 1919 i Låstrup ved Viborg – 14. maj 1994) var en dansk skuespiller, uddannet fra Det Kongelige Teaters elevskole 1942-43.
Han blev for alvor kendt i 1977 for sin medvirken i tv-serien Fiskerne. Han optrådte på Aalborg Teater i mange år og som skærslipper på Hjerl Hede i mange sommerferier.

## Udvalgt filmografi
- Jens Langkniv (1940)[1] [2]
- Husmandstøsen (1952)[2]
- Lyssky transport gennem Danmark (1958)[2]
- Ullabella (1961)[2]
- Afskedens time (1973)[2]
- Nyt legetøj (1977)[2]
- Historien om Kim Skov (1981)[2]
- Vores år (1980)